# Etro
Etro er et italiensk modefirma, der blev grundlagt i 1968 afGerolamo "Gimmo" Etro som en tekstilvirksomhed.
Firmaet begyndte at producere lædervarer i 1984.